# Liga Premier de Kuwait
La Liga Premier de Kuwait, conocida como Viva Premier League por razones de patrocinio, es la máxima categoría del fútbol en Kuwait, se disputa desde 1961 y es organizada por la Federación de Fútbol de Kuwait, el club más ganador es el Al-Kuwait SC, con 18 títulos.
El torneo solo se vio suspendido en 1991 debido a la Guerra del Golfo.
Los 8 clubes participantes se enfrentan en el sistema de todos contra todos a dos ruedas. El equipo campeón clasifica a la Liga de Campeones de Asia.

## Equipos 2023-24

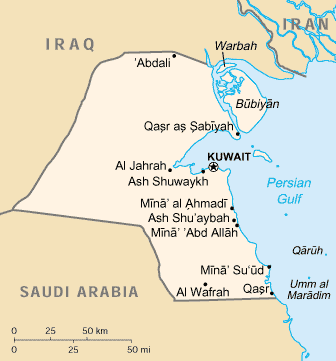
Kuwait.

| Club         | Ciudad                  | Estadio                          | Capacidad |
| ------------ | ----------------------- | -------------------------------- | --------- |
| Al Arabi     | Kuwait (ciudad)         | Estadio Sabah Al Salem           | 22,000    |
| Al-Fahaheel  | Kuwait (ciudad)         | Nayif Al Dabbous Stadium         | 2,000     |
| Al Jahra     | Jahra                   | Al Shabab Mubarak Alaiar Stadium | 17,000    |
| Al-Kuwait    | Kaifan, Kuwait (ciudad) | Estadio Al Kuwait Sports Club    | 18,000    |
| Al Naser     | Farwaniya               | Ali Al-Salem Al-Sabah Stadium    | 10,000    |
| Al Qadsia    | Kuwait (ciudad)         | Mohammed Al-Hamad Stadium        | 22,000    |
| Al Salmiya   | Salmiya                 | Thamir Stadium                   | 16,100    |
| Al-Shabab SC | Al Ahmadi               | Al-Ahmadi Stadium                | 18,000    |
| Kazma        | Kuwait (ciudad)         | Estadio Al-Sadaqua Walsalam      | 21,500    |
| Khaitan SC   | Khaitan                 | Khaitan Stadium                  | 10,000    |

## Palmarés
| Temporada | Campeón                                          | Subcampeón                                       |
| --------- | ------------------------------------------------ | ------------------------------------------------ |
| 1961–62   | Al-Arabi SC                                      | Qadsia SC                                        |
| 1962–63   | Al-Arabi SC                                      | Qadsia SC                                        |
| 1963–64   | Al-Arabi SC                                      | Qadsia SC                                        |
| 1964–65   | Al-Kuwait SC                                     | Qadsia SC                                        |
| 1965–66   | Al-Arabi SC                                      | Qadsia SC                                        |
| 1966–67   | Al-Arabi SC                                      | Qadsia SC                                        |
| 1967–68   | Al-Kuwait SC                                     | Al-Arabi SC                                      |
| 1968–69   | Qadsia SC                                        | Al-Arabi SC                                      |
| 1969–70   | Al-Arabi SC                                      | Al-Kuwait SC                                     |
| 1970–71   | Qadsia SC                                        | Al-Arabi SC                                      |
| 1971–72   | Al-Kuwait SC                                     | Qadsia SC                                        |
| 1972–73   | Qadsia SC                                        | Al-Arabi SC                                      |
| 1973–74   | Al-Kuwait SC                                     | Al-Arabi SC                                      |
| 1974–75   | Qadsia SC                                        | Al-Kuwait SC                                     |
| 1975–76   | Qadsia SC                                        | Al-Kuwait SC                                     |
| 1976–77   | Al-Kuwait SC                                     | Qadsia SC                                        |
| 1977–78   | Qadsia SC                                        | Kazma SC                                         |
| 1978–79   | Al-Kuwait SC                                     | Al-Arabi SC                                      |
| 1979–80   | Al-Arabi SC                                      | Qadsia SC                                        |
| 1980–81   | Al-Salmiya Club                                  | Al-Arabi SC                                      |
| 1981–82   | Al-Arabi SC                                      | Qadsia SC                                        |
| 1982–83   | Al-Arabi SC                                      | Kazma SC                                         |
| 1983–84   | Al-Arabi SC                                      | Al-Salmiya Club                                  |
| 1984–85   | Al-Arabi SC                                      | Al-Kuwait SC                                     |
| 1985–86   | Kazma SC                                         | Qadsia SC                                        |
| 1986–87   | Kazma SC                                         | Al-Arabi SC                                      |
| 1987–88   | Al-Arabi SC                                      | Al-Kuwait SC                                     |
| 1988–89   | Al-Arabi SC                                      | Kazma SC                                         |
| 1989–90   | Al Jahra SC                                      | Al-Arabi SC                                      |
| 1990–91   | Torneo suspendido a causa de la Guerra del Golfo | Torneo suspendido a causa de la Guerra del Golfo |
| 1991–92   | Qadsia SC                                        | Al-Yarmouk SC                                    |
| 1992–93   | Al-Arabi SC                                      | Al-Salmiya Club                                  |
| 1993–94   | Kazma SC                                         | Qadsia SC                                        |
| 1994–95   | Al-Salmiya Club                                  | Qadsia SC                                        |
| 1995–96   | Kazma SC                                         | Al-Salmiya Club                                  |
| 1996–97   | Al-Arabi SC                                      | Al Nasr SC                                       |
| 1997–98   | Al-Salmiya Club                                  | Kazma SC                                         |
| 1998–99   | Qadsia SC                                        | Al Tadamun SC                                    |
| 1999–00   | Al-Salmiya Club                                  | Qadsia SC                                        |
| 2000–01   | Al-Kuwait SC                                     | Al-Salmiya Club                                  |
| 2001–02   | Al-Arabi SC                                      | Qadsia SC                                        |
| 2002–03   | Qadsia SC                                        | Al-Arabi SC                                      |
| 2003–04   | Qadsia SC                                        | Al-Arabi SC                                      |
| 2004–05   | Qadsia SC                                        | Al-Kuwait SC                                     |
| 2005–06   | Al-Kuwait SC                                     | Qadsia SC                                        |
| 2006–07   | Al-Kuwait SC                                     | Kazma SC                                         |
| 2007–08   | Al-Kuwait SC                                     | Qadsia SC                                        |
| 2008–09   | Qadsia SC                                        | Kazma SC                                         |
| 2009–10   | Qadsia SC                                        | Al-Kuwait SC                                     |
| 2010–11   | Qadsia SC                                        | Al-Kuwait SC                                     |
| 2011–12   | Qadsia SC                                        | Al-Kuwait SC                                     |
| 2012–13   | Al-Kuwait SC                                     | Qadsia SC                                        |
| 2013–14   | Qadsia SC                                        | Al-Kuwait SC                                     |
| 2014–15   | Al-Kuwait SC                                     | Al-Arabi SC                                      |
| 2015–16   | Qadsia SC                                        | Al-Salmiya Club                                  |
| 2016–17   | Al-Kuwait SC                                     | Qadsia SC                                        |
| 2017–18   | Al-Kuwait SC                                     | Qadsia SC                                        |
| 2018–19   | Al-Kuwait SC                                     | Qadsia SC                                        |
| 2019–20   | Al-Kuwait SC                                     | Qadsia SC                                        |
| 2020–21   | Al-Arabi SC                                      | Qadsia SC                                        |
| 2021–22   | Al-Kuwait SC                                     | Kazma SC                                         |
| 2022–23   | Al-Kuwait SC                                     | Al-Arabi SC                                      |
| 2023–24   | Al-Kuwait SC                                     | Al-Arabi SC                                      |
| 2024–25   | Al-Kuwait SC                                     | Al-Arabi SC                                      |

## Títulos por club
| Club            | Campeón | Subcampeón | Años campeón |
| --------------- | ------- | ---------- | --- |
| Al-Kuwait SC    | 20      | 10         | 1965, 1968, 1972, 1974, 1977, 1979, 2001, 2006, 2007, 2008, 2013, 2015, 2017, 2018, 2019, 2020, 2022, 2023, 2024, 2025 |
| Qadsia SC       | 17      | 23         | 1969, 1971, 1973, 1975, 1976, 1978, 1992, 1999, 2003, 2004, 2005, 2009, 2010, 2011, 2012, 2014, 2016                   |
| Al-Arabi SC     | 17      | 15         | 1962, 1963, 1964, 1966, 1967, 1970, 1980, 1982, 1983, 1984, 1985, 1988, 1989, 1993, 1997, 2002, 2021                   |
| Kazma SC        | 4       | 8          | 1986, 1987, 1994, 1996                                                                                                 |
| Al-Salmiya Club | 4       | 5          | 1981, 1995, 1998, 2000                                                                                                 |
| Al Jahra SC     | 1       | -          | 1990 |
| Al-Tadamon SC   | -       | 1          | ----- |
| Al-Yarmouk SC   | -       | 1          | ----- |
| Al Nasr SC      | -       | 1          | ----- |

## Goleadores por temporada
| Temporada | Máximo goleador                           | Club                         | Goles |
| --------- | ----------------------------------------- | ---------------------------- | ----- |
| 1999–00   | Bashar Abdullah                           | Al-Salmiya Club              | 11    |
| 2000–01   | Faraj Laheeb Bashar Abdullah              | Al-Kuwait SC Al-Salmiya Club | 10    |
| 2001–02   | Malek John                                | Kazma SC                     | 10    |
| 2002–03   |                                           |                              |       |
| 2003–04   | Khalaf Al Salamah                         | Qadsia SC                    | 12    |
| 2004–05   | Firas Al Khatib                           | Al-Arabi SC                  | 13    |
| 2005–06   | Hamad Al Harbi                            | Al-Fahaheel FC               | 22    |
| 2006–07   | Bashar Abdullah                           | Al-Kuwait                    | 10    |
| 2007–08   | Ahmad Ajab                                | Qadsia SC                    | 14    |
| 2008–09   | Careca                                    | Al-Kuwait SC                 | 13    |
| 2009–10   | Ismail Sulaiman Al Ajmi                   | Al-Kuwait SC                 | 13    |
| 2010–11   | Firas Al-Khatib                           | Qadsia SC                    | 14    |
| 2011–12   | Vinícius Lopes                            | Al Jahra SC                  | 9     |
| 2012–13   | Rogerinho                                 | Al-Kuwait SC                 | 11    |
| 2013–14   | Omar Al Somah                             | Qadsia SC                    | 23    |
| 2014–15   | Patrick Fabiano                           | Kazma SC                     | 20    |
| 2015–16   | Firas Al-Khatib                           | Al-Arabi SC                  | 23    |
| 2016–17   | Patrick Fabiano                           | Kazma SC                     | 17    |
| 2017–18   | Faisal Ajab Al-Azemi                      | Al-Tadamon SC                | 16    |
| 2018–19   | Hussain Al-Moussawi                       | Al-Arabi SC                  | 17    |
| 2019–20   | Yousef Nasser Al-Sulaiman Patrick Fabiano | Al-Kuwait SC Al-Salmiya Club | 14    |
| 2020–21   | Oday Dabbagh                              | Al-Arabi SC                  | 13    |
| 2021–22   | Shabaib Al-Khaldi                         | Kazma SC                     | 11    |
| 2022–23   | Taha Yassine Khenissi                     | Al-Kuwait SC                 | 20    |
| 2023–24   | Hamza Khabba                              | Al-Arabi SC                  | 21    |
| 2024–25   | Vitor Da Silva Vieira                     | Al-Fahaheel FC               | 22    |

## Participaciones
- Desde temporada 1961-62 a 2017-18.[1]

| Club               | Participaciones |
| ------------------ | --------------- |
| Al-Arabi SC        | 58              |
| Qadsia SC          | 57              |
| Al-Kuwait SC       | 56              |
| Al Salmiya Club    | 53              |
| Kazma SC           | 50              |
| Al-Nasr SC         | 37              |
| Al-Yarmouk SC      | 37              |
| Al-Fahaheel FC     | 36              |
| Al-Tadamon SC      | 32              |
| Al Jahra SC        | 31              |
| Al-Shabab SC       | 30              |
| Al-Sahel SC        | 24              |
| Khaitan SC         | 23              |
| Al-Sulaibikhat SC  | 21              |
| Al-Kalia Al-Saneia | 3               |
| Al-Sharta          | 3               |
| Thanwit AL-Shoike  | 3               |
| Thanwit Kifan      | 1               |